# Strasszer Anikó
Strasszer Anikó (Budapest, 1958. október 22. –) magyar színésznő.

## Élete
1958-ban Budapesten született. A Színművészeti Főiskoláról két év után kirostálták, mert teltebb idomait a jövőjére nézve művészileg nem találták megfelelőnek. Már-már tanítónőnek állt, amikor Vámos László felhívta egy szerepre. Ezután 1981-ben Miskolcról szerződött a Népszínházhoz, majd 1987-től – egy beugrást követően – a Vidám Színpad színésze volt. Képernyőn is látható volt néhányszor, például a Szomszédok és a Családi kör című televíziós sorozatokban.

## Fontosabb színházi szerepei
- Tánya (Katajev: A kör négyszögesítése, Népszínház[3])
- Ariane (Magnier: Mona Marie mosolya, a Komárom-Esztergom Megyei Játékszín és a székesfehérvári Vörösmarty Színház koprodukciója[4][5])
- Denise (Maugham–Nádas G.–Szenes I.: Imádok férjhez menni, Vidám Színpad[6])

## Filmes és televíziós szerepei
- Gálvölgyi-show (1991–1992)
- Családi kör (1990)
- Szomszédok (1989)
- Nyolc évszak (1987)